# Изложба „Скулптура у слободном простору” (1964)
Изложба „Скулптура у слободном простору” се одржала у јулу 1964. године на платоу код Победника на Калемегдану.

## Излагачи
1. Душан Гаковић
2. Ангелина Гаталица
3. Милија Глишић
4. Милорад Дамјановић
5. Олга Јанчић
6. Мира Крковић Јуришић
7. Томислав Каузларић
8. Даница Кокановић
9. Илија Коларовић
10. Антон Краљић
11. Јован Кратохвил
12. Момчило Крковић
13. Никола Милуновић
14. Милија Нешић
15. Драган Поповски
16. Екатарина Ристивојев
17. Мира Сандић
18. Милош Сарић
19. Војин Стојић
20. Љубица Берберски Тапавички
21. Ана Виђен